# Cronometría

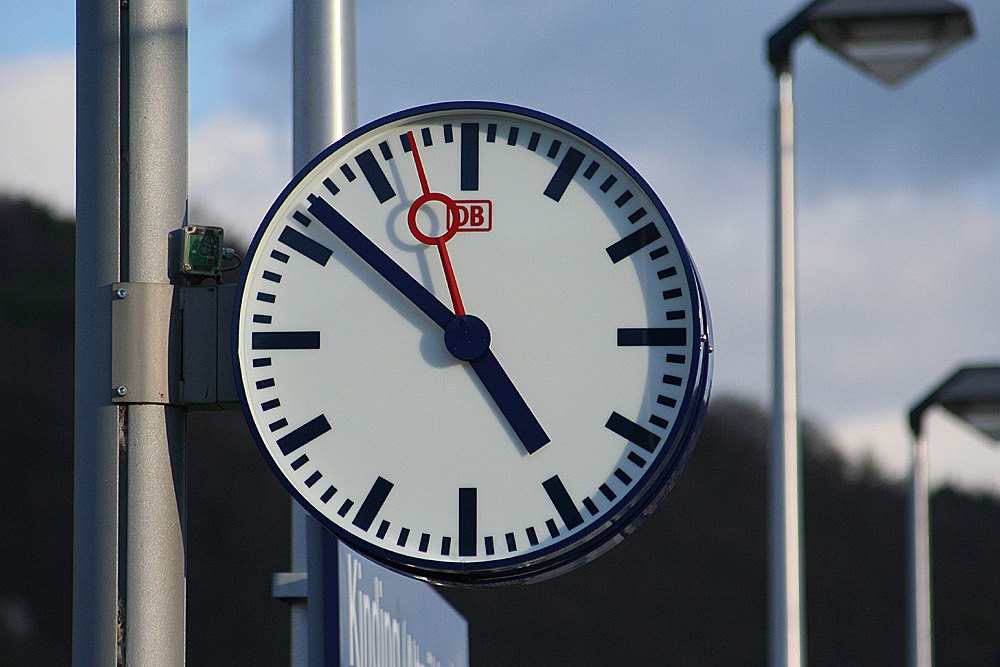
Un reloj en una estación de ferrocarril alemana sincronizado por el protocolo DCF77

La cronometría es la disciplina que se ocupa de la medida exacta del tiempo, midiéndolo por períodos o divisiones.
En la segunda mitad del siglo XX, a la vista de los avances realizados en este campo, entró en relación con la cronología que se refiere a la definición de una norma de tiempo.

## Principios
La cronometría se basa en la regularidad de determinados fenómenos y en las matemáticas subyacentes.
Comparando las indicaciones de un reloj con un sistema de referencia en un intervalo de un día, se puede obtener "el camino recorrido por el segundero de un reloj" expresado en segundos. Si el reloj avanza, su progreso es positivo; si el reloj se retrasa, su progreso es negativo. Si el reloj es perfecto, su medición es de exactamente veinticuatro horas y se dice que su diferencia es cero.
El sistema de referencia está tradicionalmente constituido por una observación astronómica que permite determinar el tiempo marcado por una determinada efeméride que se puede observar con precisión.
La cronometría investiga acerca de todos los defectos que dificultan el funcionamiento preciso de los relojes. Esto incluye:
- Investigación sobre el isocronismo
- Mejoras en los mecanismos de escape en relojería
- Investigación sobre la fricción en micromecánica
- Investigación sobre el entorno magnético, atmosférico y térmico de los relojes
- Investigación en electricidad, física atómica y óptica
- Investigación sobre la metrología del tiempo

La cronometría también brinda un enfoque teórico para la medición del tiempo. Por su gran interés por los instrumentos de medida, a menudo está vinculado a la tecnología.

## Historia de la cronometría

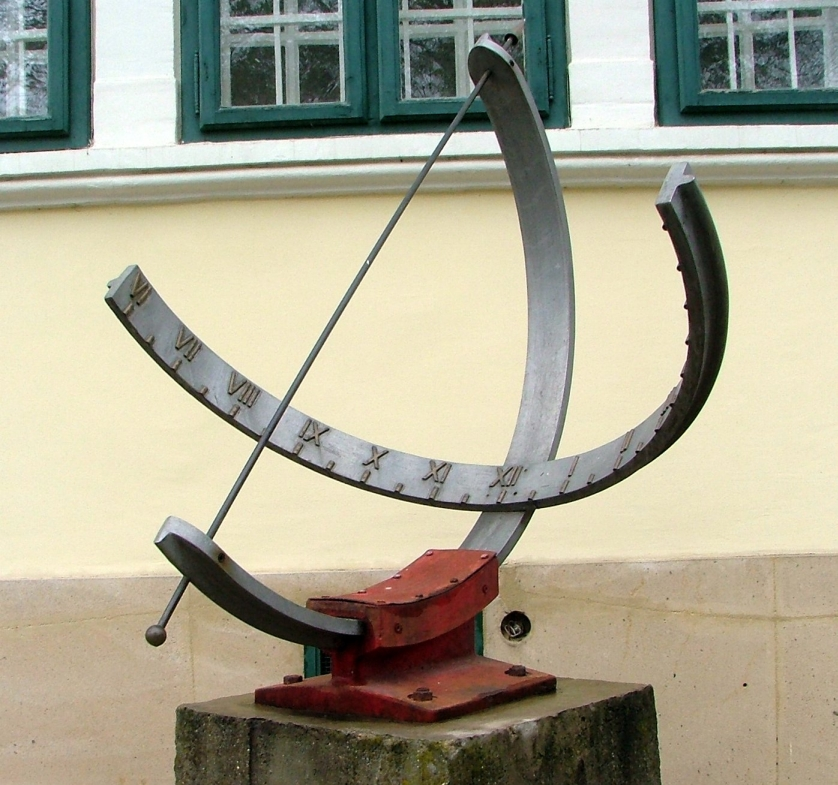
Un reloj de sol ecuatorial

Observando fenómenos terrestres periódicos, como las salidas y las puestas de sol, el hombre adquirió (y después intentó definir) la noción de tiempo. Este enfoque llevó a la definición de unidades de tiempo cada vez más precisas, como las horas, los minutos y los segundos. A partir de estas ideas, el ser humano intentó diseñar herramientas capaces de medir el tiempo.
La sombra proyectada por un palo pegado al suelo cambia de la mañana al anochecer y, cuando esta sombra es más corta, es mediodía. Entonces se dice que el sol pasa por su punto meridiano, del latín, meri-die, mediodía. Este sencillo experimento da como resultado la creación de un gnomon, un simple poste que permite visualizar intervalos de tiempo, y que está muy cerca del reloj de sol. Esta técnica tiene defectos: el camino y la velocidad de la sombra varían según las estaciones y por la noche es imposible saber la hora. Solo los pasos del sol por el mediodía pueden indicar con precisión la duración de un verdadero día solar.
Para superar estos defectos, se desarrollaron dispositivos que podían funcionar día y noche, y que ya no medían fenómenos periódicos naturales, sino fenómenos periódicos mecánicos. Es el caso de las clepsidras, de los relojes de arena o de los relojes de fuego (velas de cera graduadas),  con los que se alcanzaba una precisión de aproximadamente una hora al día.
Entre el siglo X y el siglo XVI, mecánicos de todo el mundo se dedicaron a diseñar aparatos que, utilizando pesos o muelles,  ofrecían la posibilidad de indicar la hora y dieron lugar a los primeros relojes astronómicos.
Una noción fundamental en cronometría fue descubierta por Galileo, que comprendió en 1638 que había oscilaciones cuya cadencia es casi independiente de su amplitud, fenómeno conocido como isocronismo, dando lugar a la teoría física sobre el movimiento del péndulo.
Christiaan Huygens inventó en la segunda mitad del siglo XVII, en colaboración con Salomon Coster, el primer reloj regulado mediante un péndulo, y poco después, adaptó la idea de Robert Hooke de un volante en espiral como regulador en los relojes. El desarrollo constante de esta tecnología permitió obtener relojes cada vez más precisos, con variaciones de unos minutos y después de unos segundos al día.

### Primeros cronómetros

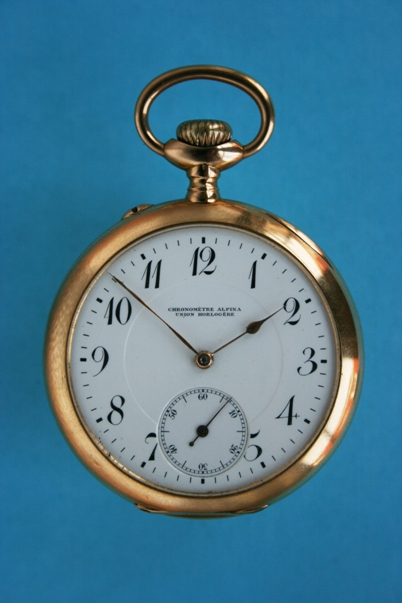
Un cronómetro suizo (hacia 1910)

El ebanista inglés John Harrison diseñó entre 1730 y 1760 una serie de cuatro cronómetros marinos de gran precisión, con los que ganó el premio ofrecido por el Almirantazgo Británico a quien fabricase un reloj capaz de funcionar con precisión de segundos mientras permaneciese embarcado durante los largos recorridos de los buques de la marina inglesa en altamar (véase problema de la longitud). Este hecho marcará los inicios de la cronometría moderna. Desde entonces, la medida precisa del tiempo se convierte en un reto importante. A fin de sostener los progresos técnicos ligados a la relojería, la clase de industria y del comercio de la Sociedad de las Artes de Ginebra procedió desde 1790 a realizar ensayos cronométricos, aunque fueron poco concluyentes. Hubo que esperar hasta 1801 para que un cronómetro de marina Demôle y Magnin pudiera ser comparado con el tiempo solar medio proporcionado por el Observatorio de Ginebra. El éxito de esta medida llevará a una modernización del observatorio y a la apertura de un servicio cronométrico en 1842.
En el año 1857, con el fin de seleccionar relojes para los buques torpederos, el Servicio Hidrográfico de la Marina Francesa lanzó un concurso bianual basado en una normativa desarrollada por Jean-Pierre Lieussou y destinada a la evaluación de los cronómetros.  En 1866, el Observatorio de Neuchâtel organizó su primera competición cronométrica anual, abierta a cronómetros marinos y de bolsillo que se sometían a pruebas de posicionamiento y temperatura. Este tipo de competición permitió realizar estudios estadísticos serios sobre la regularidad de los cronómetros y profundizar en el conocimiento de los relojeros sobre el ajuste y diseño de sus productos.
Al dar cuerda manualmente a un cronómetro, la energía se transmite a un muelle, que cuando se va relajando, acciona un conjunto de engranajes que moverán las agujas. Un órgano regulador se encarga de frenar la expansión del muelle para que las agujas indiquen el tiempo transcurrido con la mayor precisión posible.
El escape de áncora libre introducido en 1769 por Thomas Mudge fue mejorado hacia 1830 por Georges-Auguste Leschot, al igual que se optimizó la estabilidad térmica del volante-espiral a principios del siglo XX con nuevos materiales de bajo coeficiente de dilatación, como el Invar y el Élinvar descubiertos por Charles Édouard Guillaume.

### El reloj de Shortt
Los primeros relojes eléctricos que aparecieron en 1840 con Alexander Bain y en 1921 con William H. Shortt, presentaban un sistema electromecánico realmente notable. En el vacío, para evitar cualquier fricción, dentro de un reloj maestro, oscila un péndulo que sincroniza el péndulo de un reloj secundario mediante electroimanes. Este último péndulo se utiliza para animar un mecanismo que permite mostrar las horas y proporciona regularmente un pulso al péndulo del reloj maestro para evitar que se detenga. 
Este reloj, también llamado Synchronome, se utilizará como estándar de frecuencia en numerosos observatorios astronómicos, dado que su error es menor de un segundo por año. El movimiento del péndulo del reloj maestro tenía una frecuencia de 0,5, que es el equivalente perfecto de un segundo.

### Primeros relojes de cuarzo
Tras el desarrollo del primer oscilador de cuarzo por Walter G. Cady, el primer reloj de cuarzo fue inventado en 1927 por Warren A. Marrison y Joseph W. Horton en los Laboratorios Bell. Fue un punto de inflexión en la precisión, tanto es así que Adolf Scheibe y Udo Adelsberger descubrieron en 1936, gracias a este nuevo tipo de instrumento, las variaciones de la velocidad de rotación de la Tierra. 
El cristal de cuarzo piezoeléctrico ofrece una frecuencia de resonancia y una estabilidad significativamente superiores a los osciladores utilizados en la relojería clásica, aunque, a escala atómica, se producen modificaciones espontáneas que distorsionan el funcionamiento de estos relojes. Se llega a un margen de error de un segundo cada diez años, aunque siguió siendo necesario comprobarlos periódicamente y reajustarlos a partir de observaciones astronómicas.
El cuarzo de estos relojes de laboratorio vibra a una frecuencia de 100 000 Hz, que se subdivide a fin de regular un motor síncrono utilizado para proporcionar las unidades de tiempo.

### Reloj de amoníaco

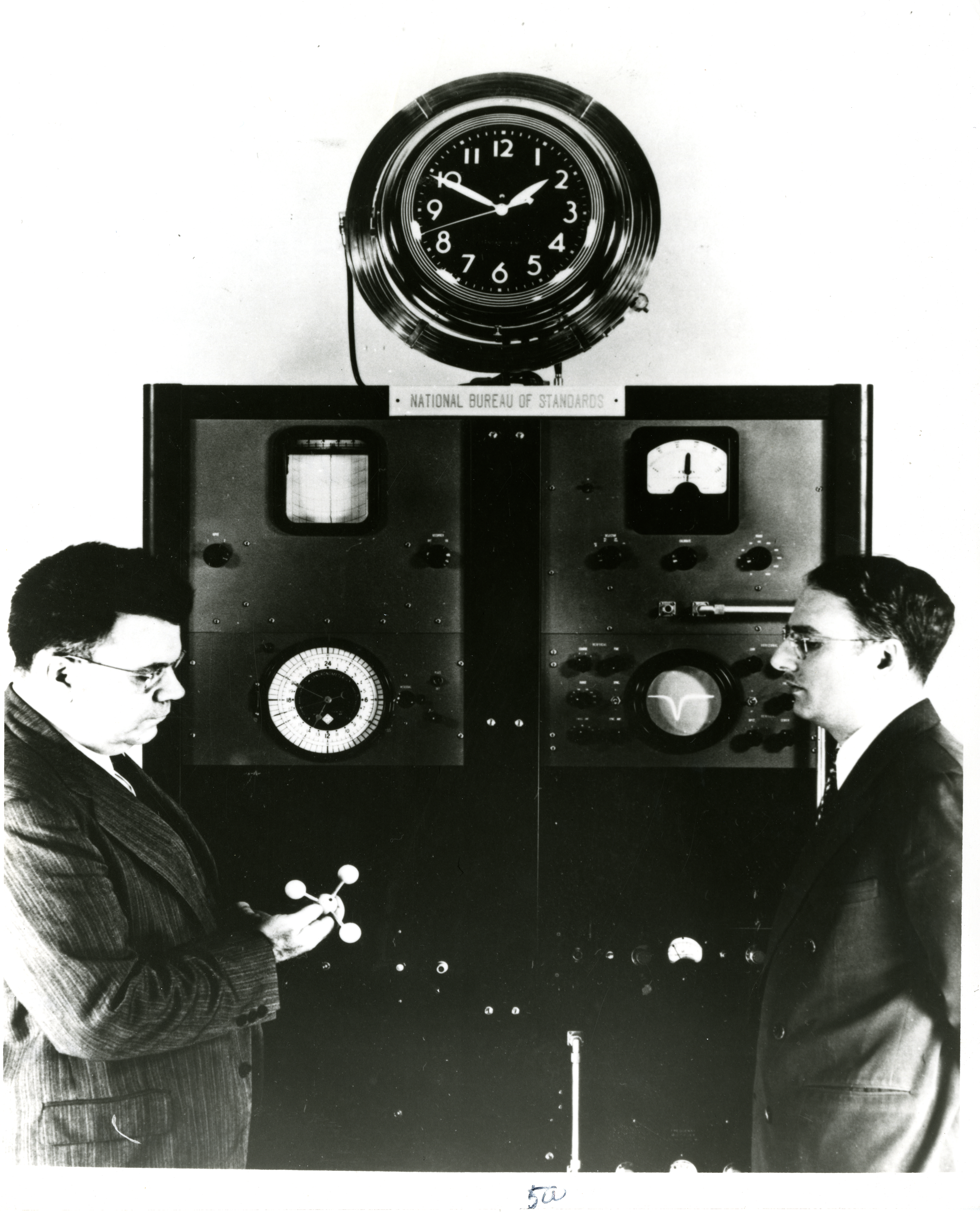
Edward U. Condon y Harold Lyons ante un prototipo de reloj atómico en la NBS (1949)

Harold Lyons construyó un prototipo en 1948 en el Instituto Nacional de Estándares y Tecnología de un reloj molecular basado en la molécula de amoníaco. Si se aplica una onda electromagnética de una frecuencia precisa en las moléculas de amoníaco, estas moléculas absorben la energía de la onda electromagnética. Un circuito electrónico de cuarzo proporciona una onda electromagnética que se inyecta en una guía de ondas llena de gas amoníaco. Esta onda se mide posteriormente cuando sale de la guía. Normalmente, una gran parte de la onda debería ser absorbida por el amoníaco. Si no es así, la frecuencia de la onda inyectada se ajusta automáticamente. Además, este proceso de control permite regular y limitar las posibles desviaciones del cuarzo mediante el comportamiento de las moléculas de amoníaco. La frecuencia estabilizada del cuarzo se utiliza para hacer funcionar un reloj.
La ventaja de este tipo de reloj es que funciona utilizando un estándar molecular universal y estable. Desgraciadamente, la elección de la molécula de amoníaco no era la más adecuada, porque su frecuencia de absorción electromagnética es demasiado variable. Además, la precisión de este reloj no pudo superar a la de los de cuarzo.

### Primer máser
Un dispositivo que permite emitir un haz coherente de microondas fue presentado en abril de 1954,  por Charles Hard Townes, entonces investigador de la Universidad de Columbia: es el máser.
El principio general del máser es atrapar moléculas de amoníaco en una cavidad. A continuación se aplica la técnica de bombeo óptico para obtener una inversión de población, que llevará a que las moléculas atrapadas entren en resonancia. Esto resulta en una oscilación cuantificable extremadamente regular. Asociando esta oscilación con un cuarzo, se obtiene un reloj molecular muy eficiente, cuya precisión es de 10−10, o aproximadamente, un segundo en treinta años.   

### Reloj atómico Ramsey
El principio destacado por el reloj de amoníaco de Harold Lyons fue adoptado en 1955 por Louis Essen y Jack V. L. Parry, que perfeccionó un reloj atómico de cesio en el National Physical Laboratory, aplicando el trabajo de Norman Foster Ramsey. Ya no se basa en la estabilidad de las moléculas, sino en la de los átomos.
Un átomo tiene varios estados energéticos diferentes, y es posible seleccionar y modificar estos estados.
Al seleccionar los átomos de cesio-133 que tengan un estado energético particular y después bombardearlos con una onda electromagnética, su estado energético se modificará. Un detector permite contar los átomos así modificados. El objetivo es encontrar sólo un estado de los átomos. En la práctica, el estado de los átomos se modificará sólo si la frecuencia de la onda electromagnética enviada corresponde a una medida muy precisa. Si el detector cuenta con demasiados átomos que no están en el estado esperado, la frecuencia de la onda electromagnética se ajusta automáticamente. Así, el sistema se ajusta automáticamente a una frecuencia muy regular, del orden de 1×1010 Hz,  que se utiliza para controlar un reloj de cuarzo.
Estos relojes tienen una precisión de 10−12, y sólo se desvían un segundo en 300 años.

### Redefinición del tiempo
En 1967, durante la 13.ª Conferencia General de Pesas y Medidas, el "tiempo astronómico" fue sustituido por el "tiempo atómico". Ante este cuestionamiento de la definición del tiempo, la investigación ya no se dirige hacia la medida precisa del tiempo, sino hacia la metrología fundamental del tiempo y las frecuencias.

## Estado actual del conocimiento

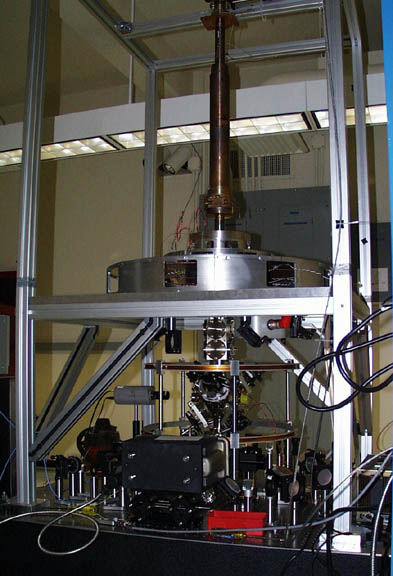
Detalle de un reloj atómico con una fuente de átomos de cesio en el USNO

Esta "ciencia de los relojes" ha evolucionado mucho. La cronometría contemporánea está hoy en manos de los físicos atómicos. Fueron ellos quienes, en la década de 1980, desarrollaron técnicas para enfriar y manipular átomos neutros mediante láser, que permitieron a los relojes atómicos obtener una precisión que ahora es del orden de 1×10−15 segundos, lo que representa una deriva de un segundo en diez millones de años.

### Aplicaciones
Ser capaz de determinar el tiempo con gran precisión resulta útil para muchas aplicaciones. La cronometría contemporánea hace que las operaciones de sincronización sean más fiables en el ámbito de las telecomunicaciones, como en el caso de la multiplexación horaria. Un estándar de tiempo ultra estable hace posibles operaciones de triangulación espacialmente precisas. Encuentra su utilidad en aplicaciones de transferencia de tiempo, en telemetría láser, interferometría o en sistemas de posicionamiento por satélite. El sistema Galileo, por ejemplo, utiliza relojes de átomos fríos.
Actualmente, las medidas de altísima precisión del tiempo proporcionan a los científicos el poder de intentar verificar conceptos como la teoría de la relatividad.

#### Hora Atómica Internacional
El tiempo es producido por una red de relojes atómicos comparados entre sí mediante una medida de transferencia de tiempo, que debe respetar un protocolo que incluye ponderaciones y exclusiones.

#### Tiempo universal coordinado
El tiempo universal coordinado, abreviado por UTC, define la hora legal del mundo. Se ajusta al Tiempo Atómico Internacional (TAI) mediante una conexión por etapas para tener en cuenta la ligera desaceleración de la rotación de la Tierra sobre sí misma.

### Trabajo de investigación

#### Tiempo de púlsar
Los astrofísicos descubrieron los púlsares de milisegundos en 1982. Son estrellas que giran varios cientos de veces por segundo y emiten ondas de radio. Se ha planteó la idea de poder utilizar estas ondas para la cronometría, pero el estudio de estos púlsares demostró que no eran estables, ni a corto ni a largo plazo.

#### Relojes ópticos
Actualmente, los resultados experimentales más prometedores se obtienen mediante relojes de iones y relojes de matriz óptica, que ofrecen tasas de precisión que se aproximan a 1×10−18 segundos.

#### Reloj nuclear
Mientras que un reloj atómico clásico utiliza las transiciones electrónicas de los átomos, varios equipos de investigación están trabajando en las transiciones nucleares de los núcleos del torio 229, para crear un reloj utilizando trampas de iones.